# El Capricho
La Villa Quijano, popularment coneguda com El Capricho, és un edifici modernista de Comillas (Cantàbria), declarat bé d'interès cultural el 1969. Va ser projectat per Antoni Gaudí, i construït entre 1883 i 1885 sota la direcció de Cristóbal Cascante, ajudant de l'arquitecte reusenc, per encàrrec de l'indià Máximo Díaz de Quijano. Aquesta obra pertany a l'etapa orientalista de Gaudí (1883-1888), on realitzà una sèrie d'obres de marcat gust oriental, inspirades en l'art del Proper i Llunyà Orient (Índia, Pèrsia, Japó), així com en l'art islàmic hispànic, principalment el mudèjar i nassarita. L'arquitecte emprà amb gran profusió la decoració en rajola ceràmica, així com els arcs mitrals, cartel·les de maó vist i rematades en forma de templet o cúpula.

## Història

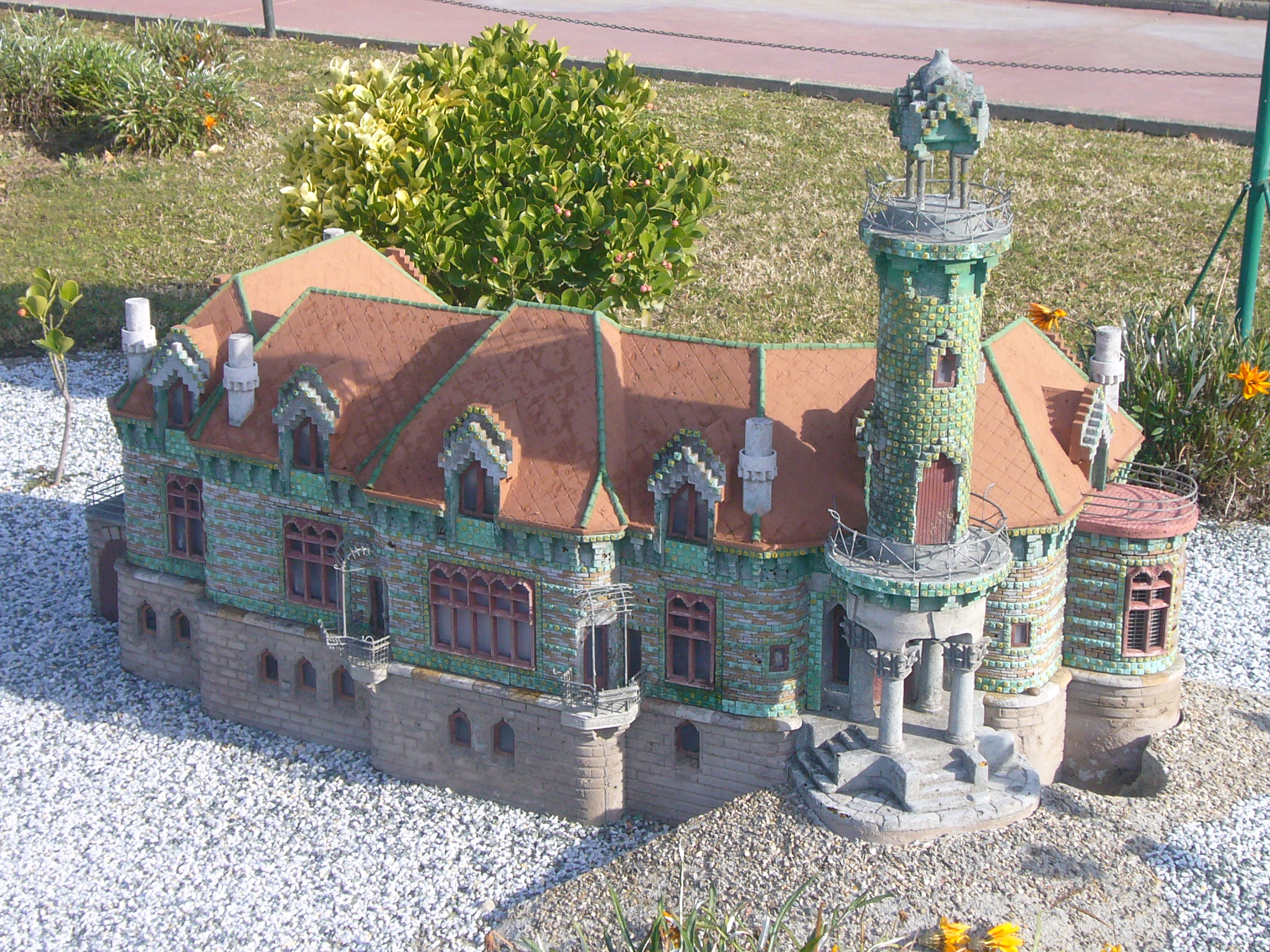
Maqueta a Catalunya en Miniatura

Máximo Díaz de Quijano (1841-1885) era un indià enriquit a Cuba, advocat de professió, d'ideologia carlista i aficionat a la música i la botànica. Era concunyat del també indià Antonio López y López, marquès de Comillas, sogre de l'empresari català Eusebi Güell, el principal mecenes de Gaudí, motiu pel qual van entrar en contacte promotor i arquitecte. Gaudí havia estat ajudant de Joan Martorell i Montells en el palau de Sobrellano del marquès de Comillas, on havia projectat el mobiliari de la capella. També hi va fer un quiosc en forma de templet d'aire oriental per a celebrar la visita del rei Alfons XII el 1881. Per això va rebre l'encàrrec d'un xalet annex al palau, que serviria de residència d'estiu. L'edifici va rebre el nom de Villa Quijano, però aviat va ser conegut com El Capricho, pel seu aspecte exuberant i original.
Gaudí va realitzar un projecte d'estil orientalitzant, en paral·lel a la seva obra contemporània en la casa Vicens de Barcelona, amb reminiscències dels arts gòtic, oriental, mudèjar i nassarita. Possiblement, es va inspirar en el projecte d'un embarcador que havia fet el 1876 durant els seus estudis universitaris. Les obres van ser executades per Cristóbal Cascante, company de carrera de Gaudí, que es va basar en una maqueta realitzada per aquest. Els treballs es van realitzar entre 1883 i 1885, encara que lamentablement el propietari no va poder gaudir-ho molt temps, ja que va morir uns mesos més tard d'acabades les obres. Com que era solter, la vila va passar a la seva germana, Benita Díaz de Quijano; el seu fill, Santiago López y Díaz de Quijano, va emprendre el 1914 una primera reforma de la casa, en què es va substituir l'hivernacle per un bloc d'obra i es van canviar les teules ceràmiques per plaques de fibrociment.
Després de la Guerra Civil, l'edifici va quedar en un estat d'abandonament, en el qual va continuar malgrat la declaració com a bé d'interès cultural el 1969. El 1975, l'Ajuntament de Reus, localitat natal de Gaudí, va suggerir traslladar-hi l'edifici, encara que el projecte va ser desestimat. Poc més tard, el 1977, l'última descendent dels López-Díaz de Quijano, Pilar Güell Martos, va vendre la propietat a l'empresari Antonio Díaz, que la va restaurar el 1988 i hi va fer un restaurant. El 1992 va ser comprada pel grup japonès Mido Development, i finalment, va ser convertida en museu.
El 2023, El Capricho va ser escollit com a Millor Monument del Món en els premis Remarkable Venue Awards, mitjançant una votació popular en la qual van participar més de 50 000 persones de tot el món.

## Descripció

### Exterior

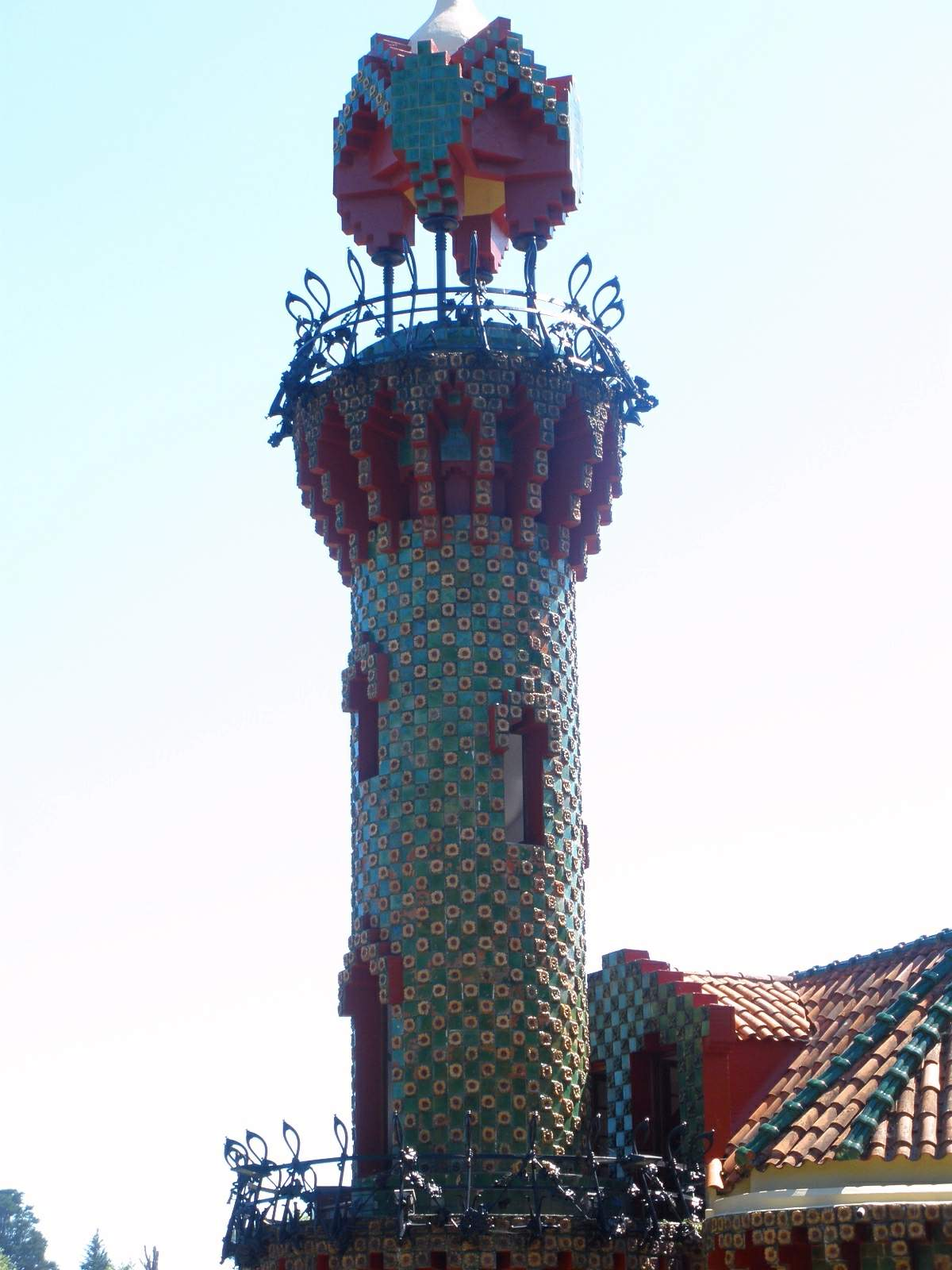
Torre-minaret.

El Capricho es troba en un terreny en pendent, que antigament albergava un bosc de castanyers, en una vall que descendeix cap al mar, exposada al nord. L'arquitecte va haver de tenir en compte tots aquests aspectes, que va resoldre amb un projecte de volumetria horitzontal, orientant la façana de dia al nord. El pla del terreny ho va obtenir sobre la base d'un buidatge parcial de les terres de la finca, i va contenir el pendent amb un mur en el jardí per darrere. Gaudí va incorporar dues construccions anteriors que hi havia en el terreny, un hivernacle i un templet, que va transformar en el cos central de l'edifici i en la base de la torre-minaret, respectivament. D'altra banda, al costat de l'edifici va dissenyar també els jardins de la finca, en els quals va incloure una gruta artificial.
L'edifici té planta allargada en forma d'«U», amb una superfície de 720 m² i un diàmetre de 15 × 36 m. Conté semisoterrani, planta noble i golfes, comunicats per dues escales de caragol, i amb una torre cilíndrica en forma de minaret persa, revestida completament de ceràmica. En l'edifici es combinen diversos materials, com la pedra, el maó, la rajola, el ferro i la teula, en diferents tonalitats, que donen una gran riquesa cromàtica al conjunt.

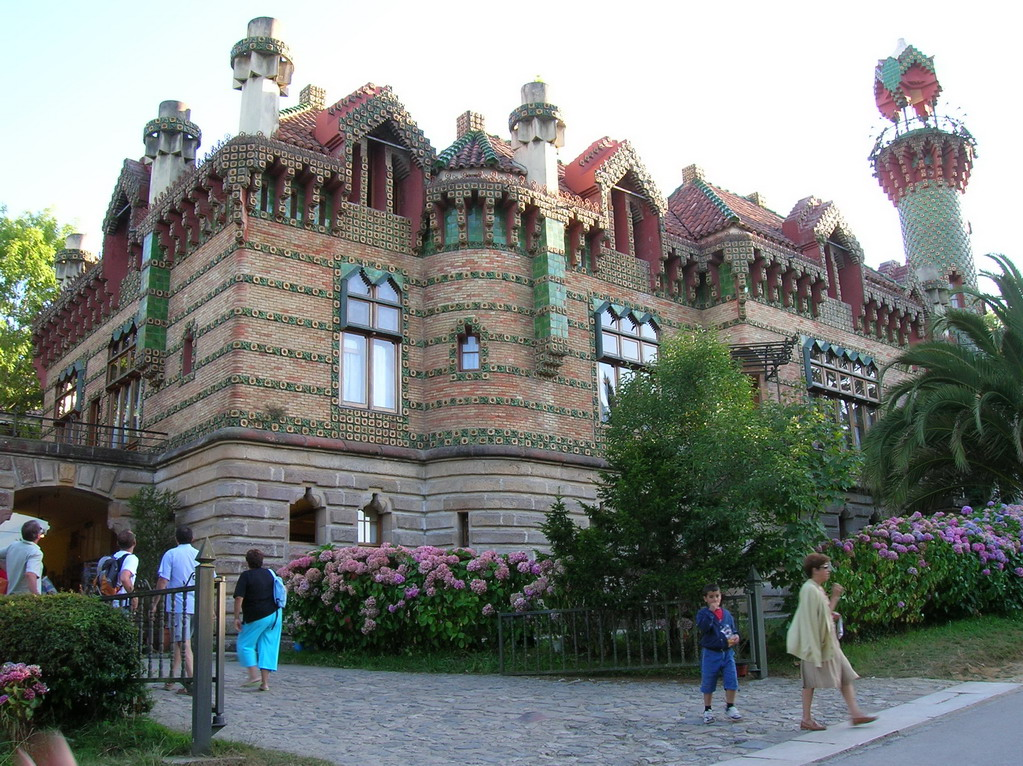
Façana principal.

La façana principal està estructurada sobre la base d'una sèrie de franges horitzontals de carreus de to groc-ocre amb franges de verd decorades amb flors grogues de gira-sol. Els murs són de maó vist sobre un sòcol de pedra de forma encoixinada, i rematats per una cornisa de cartel·les de colors; la teulada, de dues aigües, està revestida de teules ceràmiques. En la planimetria destaca la línia corba, amb diversos cossos semicirculars superposats que destaquen del conjunt, i fins i tot les cantonades són de corbes còncaves. Les balconades presenten un original disseny, ja que la part central de la barana de ferro forjat es converteix en un seient, mentre que en la part superior prenen la forma d'una pèrgola.
L'accés principal de la casa és al costat nord, en un monumental pòrtic sobre el qual s'alça la torre-minaret, amb quatre columnes i arcs de llinda, amb capitells decorats amb ocells i fulles de margalló, com a la casa Vicens. La finestra de la porta principal presenta una forma esglaonada, i està revestida de rajoles de color verd en l'intradós i en forma de gira-sols en l'imposta.

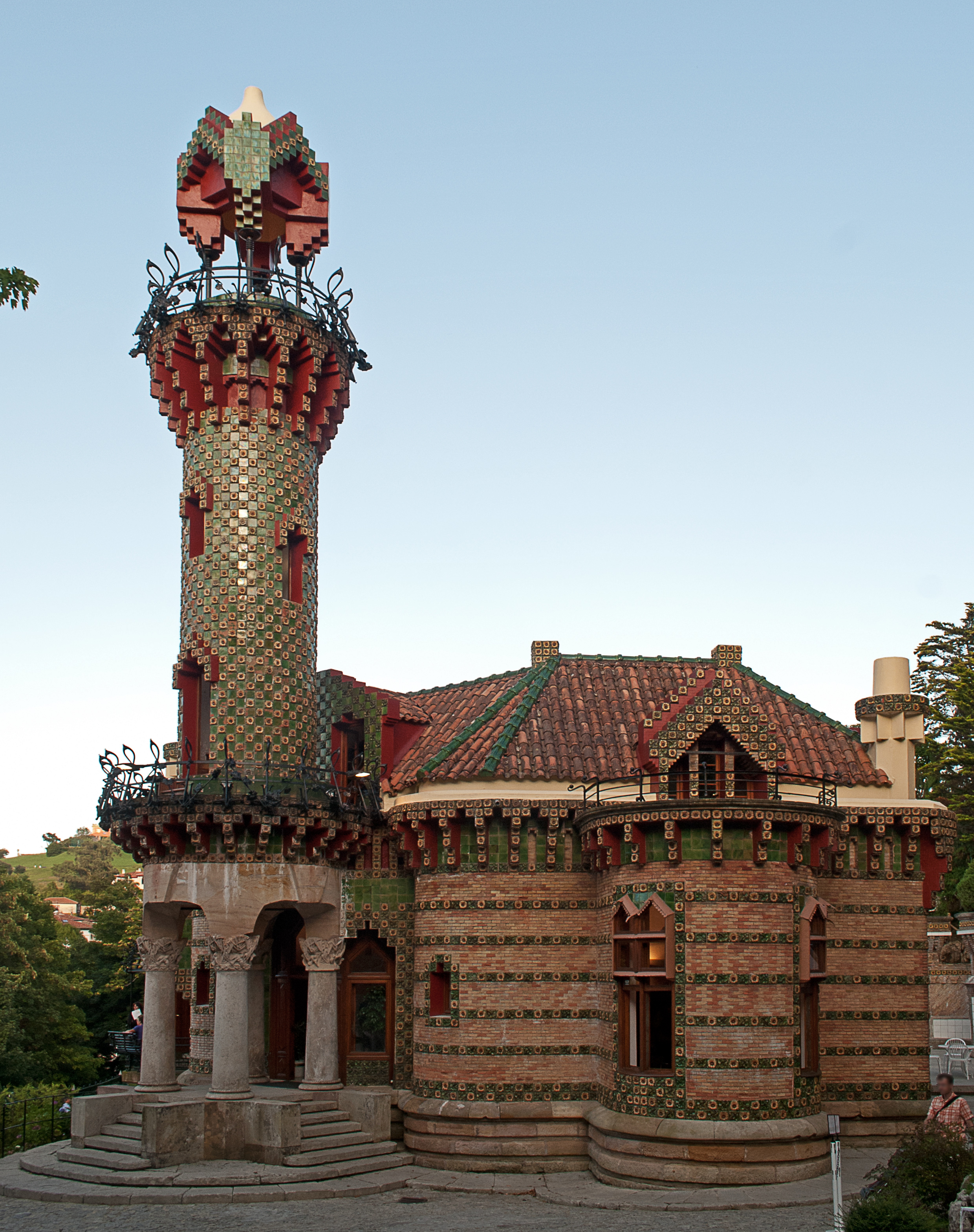
Façana de ponent.

L'horitzontalitat del cos central de l'edifici queda contrastada per la verticalitat de la torre, de 20 m d'alçada, semblant a un minaret islàmic, que actua de mirador, des del cim del qual es pot veure el mar Cantàbric. Té planta cilíndrica i està formada per tres parts: una terrassa situada sobre el pòrtic d'entrada, al nivell de la cornisa de l'edifici; el cos central, revestit de rajoles verdes i de gira-sols, disposats en forma escacada; i el mirador, amb una plataforma amb barana de ferro forjat amb motius musicals —concretament claus de sol—, rematada amb un templet de formes geomètriques sustentat sobre quatre columnes de ferro.

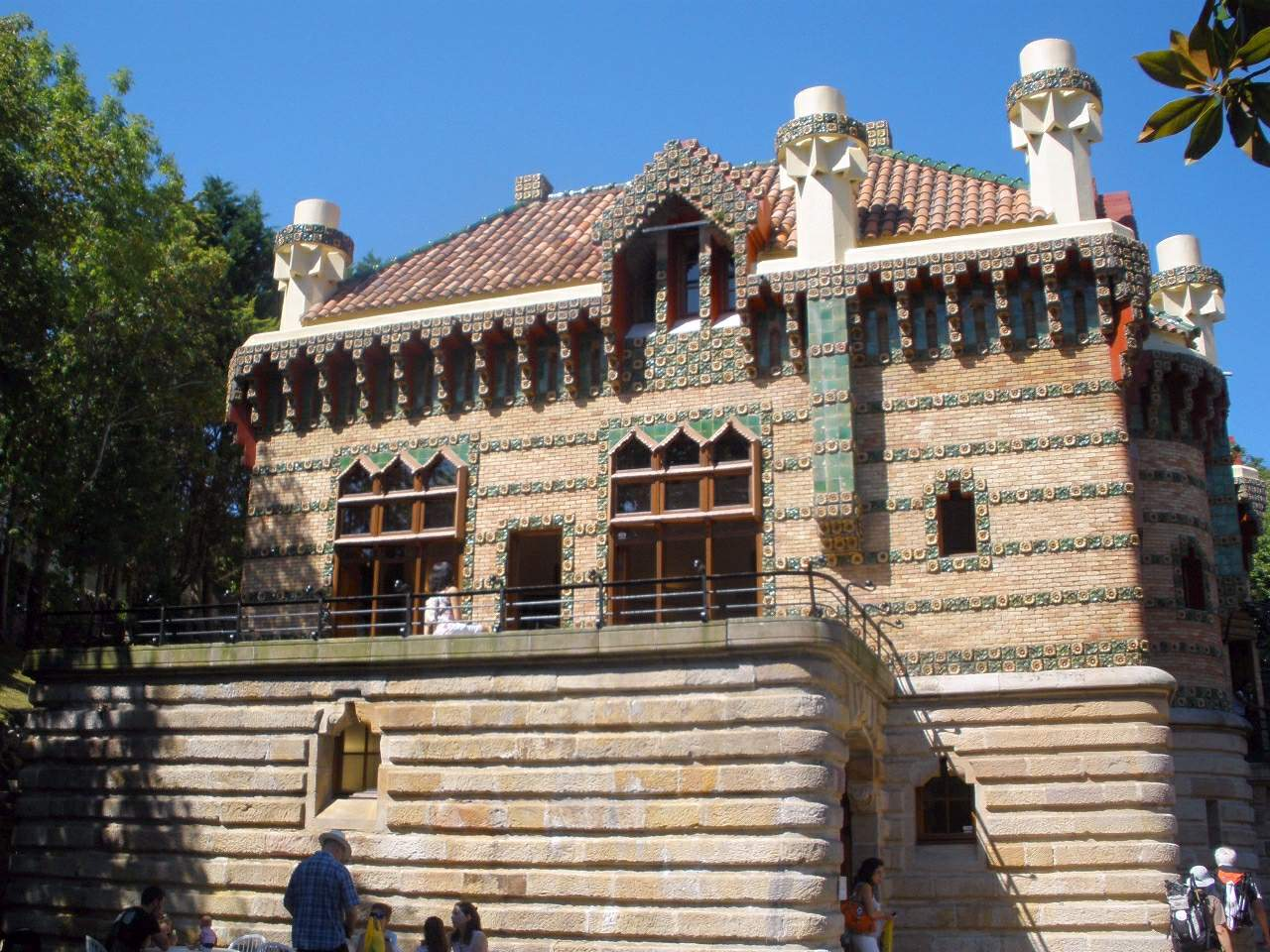
Façana de llevant.

Les façanes laterals de l'edifici presenten una planimetria diferent: la de ponent conté juntament amb la façana principal el pòrtic i la torre, i estava pensada per rebre les visites, com que es troba enfront del camí de maniobra dels carruatges. Es correspon al terreny més alt, per la qual cosa el sòcol de l'edifici té aquí tan sols una altura de 80 cm. Per la seva banda, la façana de llevant és a la part més baixa del terreny, i el sòcol hi té per tant una altura de 3,5 m. En aquesta part hi ha el dormitori principal, així com una sala de jocs, que servia a vegades com a dormitori auxiliar. Sota la terrassa del dormitori principal hi ha la cotxera, que pel desnivell del terreny està en el semisoterrani.
Quant a la façana posterior, situada al migdia, es correspon al pòrtic envidriat de l'anterior hivernacle, enderrocat el 1914 i reconstruït el 1988. Aquesta façana, en la cara interna de l'«U» que forma l'edifici, suposava l'àrea privada de la casa, destinada a les principals aficions del propietari, la música i la botànica, activitat aquesta última que hauria complert l'hivernacle, que actuava també com a regulador tèrmic i com a eix distribuïdor de la casa. Darrere de l'hivernacle hi ha un pati entre la façana posterior i el jardí, de 130 m², tancat en la part del jardí per un mur de maó amb un banc corregut de rajoles blanques.
Els jardins de la finca tenen una superfície de 2500 m², i van ser dissenyats pel mateix Gaudí. Aquesta zona no ha sofert gairebé modificacions, i conserven pràcticament el seu disseny original. L'arquitecte va mostrar com en altres de les seves obres un gran respecte per l'entorn, utilitzant per al seu projecte materials autòctons. La principal modificació del terreny va ser deguda al desnivell, la qual cosa li va portar a extreure pedres de la zona més elevada, que va utilitzar per construir camins, murs i escales. Del jardí destaca la gruta, situada en l'extrem occidental, elaborada amb blocs de pedra sense escalabornar, amb una porta d'entrada i una finestra de llinda, i a l'interior un banc corregut de pedra. D'altra banda, en un banc situat enfront de la façana posterior es troba una estàtua sedent en bronze de Gaudí.

### Interior

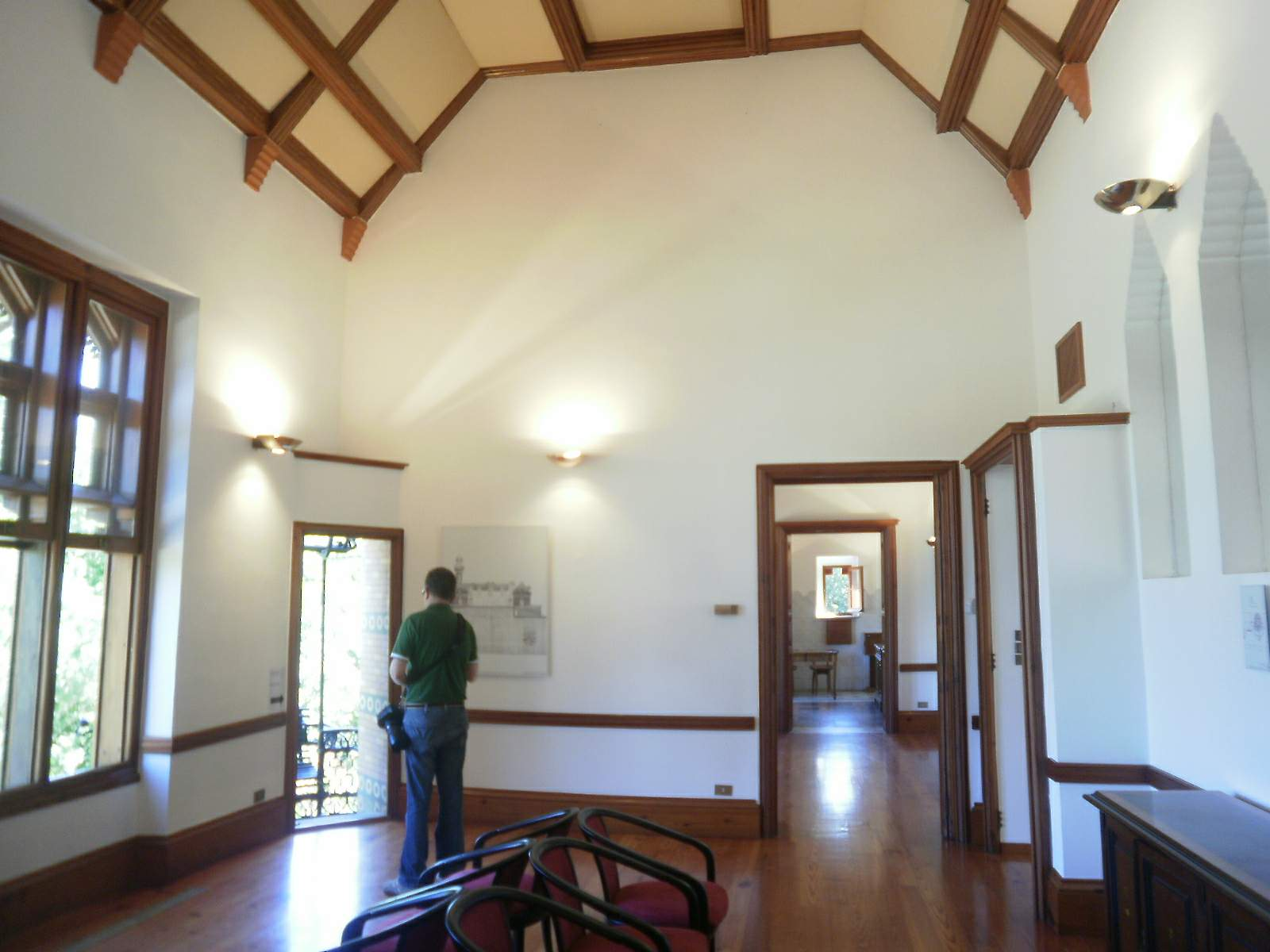
Saló principal

El disseny interior de la casa respon principalment al fet d'estar projectada per a una persona soltera i amb una finalitat recreativa, com que es tractava d'un edifici pensat per al lleure i les vacances. L'interior està distribuït en tres plantes: en el semisoterrani hi havia la cuina, els rebosts i els trasters, en la planta noble la residència, i la golfa estava destinada al servei. La planta principal té cinc estances, més el vestíbul i la cambra de bany, unides per un ampli distribuïdor paral·lel a l'hivernacle. Gaudí va distribuir l'espai sobre la base del recorregut del sol, situant les dependències d'activitats matutines cap al sud, i les vespertines a ponent, mentre que les estivals quedaven cap al nord.
L'habitatge va ser decorat amb tota classe de luxes ornamentals i els millors materials, com vitralls, ceràmiques i fustes tallades. La majoria de motius decoratius són de caràcter geomètric i vegetal, com flors i fulles, però també algun animal, principalment ocells.
El vestíbul, situat després del pòrtic d'entrada al peu de la torre-minaret, té 12 m² i una planta hexagonal, i serveix de distribuïdor entre les tres plantes. El paviment està compost per lloses de marbre de forma circular, mentre que el sostre presenta un artesanat de fusta amb una franja de cinc bigues al centre i dos grups de set bigues que recorren transversalment l'habitació. Aquesta sala té un vitrall amb sanefes de formes geomètriques i motius ornamentals vegetals.

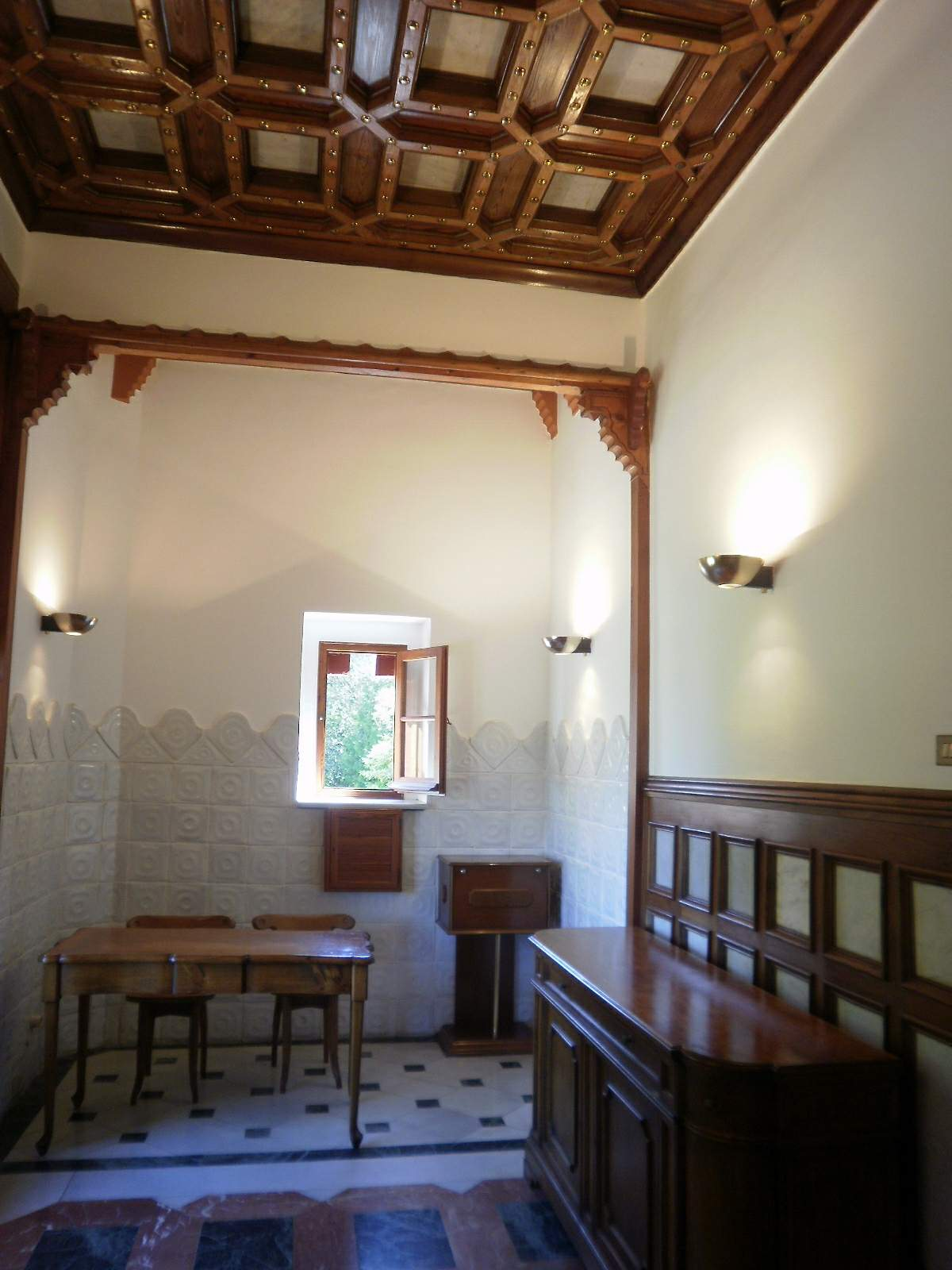
Cambra de bany.

La sala de visites de 16 m² és entre el vestíbul i el saló principal. Aquesta estança complia una doble funció: la de rebedor en un context més formal, i la d'accés a la resta de l'habitatge en un pla més informal, ja que connecta amb la galeria de distribució que aglutina totes les estances a través de l'hivernacle, on en principi solament accedien familiars i amics. El material dominant en aquesta estança és la fusta, que recobreix sòl, sostre, sòcols, portes i finestres, així com la xemeneia. La majoria de motius ornamentals són de caràcter geomètric.
El saló principal té 35 m² i una doble altura, que arriba fins a la coberta de l'edifici, dividint la golfa en dues parts. Situat a la crugia nord, és el contrapunt de l'hivernacle, emplaçat al sud. És un saló acollidor i lluminós, però de certa sobrietat, tal com el volia el propietari. El sostre té forma de nau invertida, possiblement pensat per contenir una coberta envidriada, com era moda en l'època, que no obstant això no es va construir. En l'estança destaca un ampli finestral amb finestres de guillotina, amb un sistema de corredisses que es mouen amb contrapesos. Igualment, a la zona interior hi ha quatre finestres en forma d'arcs en volada que donen al corredor i permeten l'entrada de la llum de migdia. D'altra banda, corresponen a aquest saló les dues balconades en forma de banc-barana elaborats en ferro forjat que donen a l'exterior. Al costat d'aquest saló hi ha el menjador, de dimensions modestes i col·locat al costat de l'escala de servei que condueix a la cuina, en el semisoterrani.
Al costat del saló principal destaca la sala de jocs, una estança de 37 m² situada cap a ponent. Era una sala polivalent, destinada a finalitats lúdiques que també podia servir de dormitori secundari. Inclou una galeria semicircular de 6 m² com a ambient addicional destinat principalment a fumador, d'inspiració àrab. El sòl d'aquest saló és de parquet de fusta, que sintonitza amb el sostre d'artesonat de fusta, decorat amb flors tallades igualment en fusta. La decoració, la més rica de la casa, està feta de fusta, ceràmica i ferro, amb motius vegetals i animals.

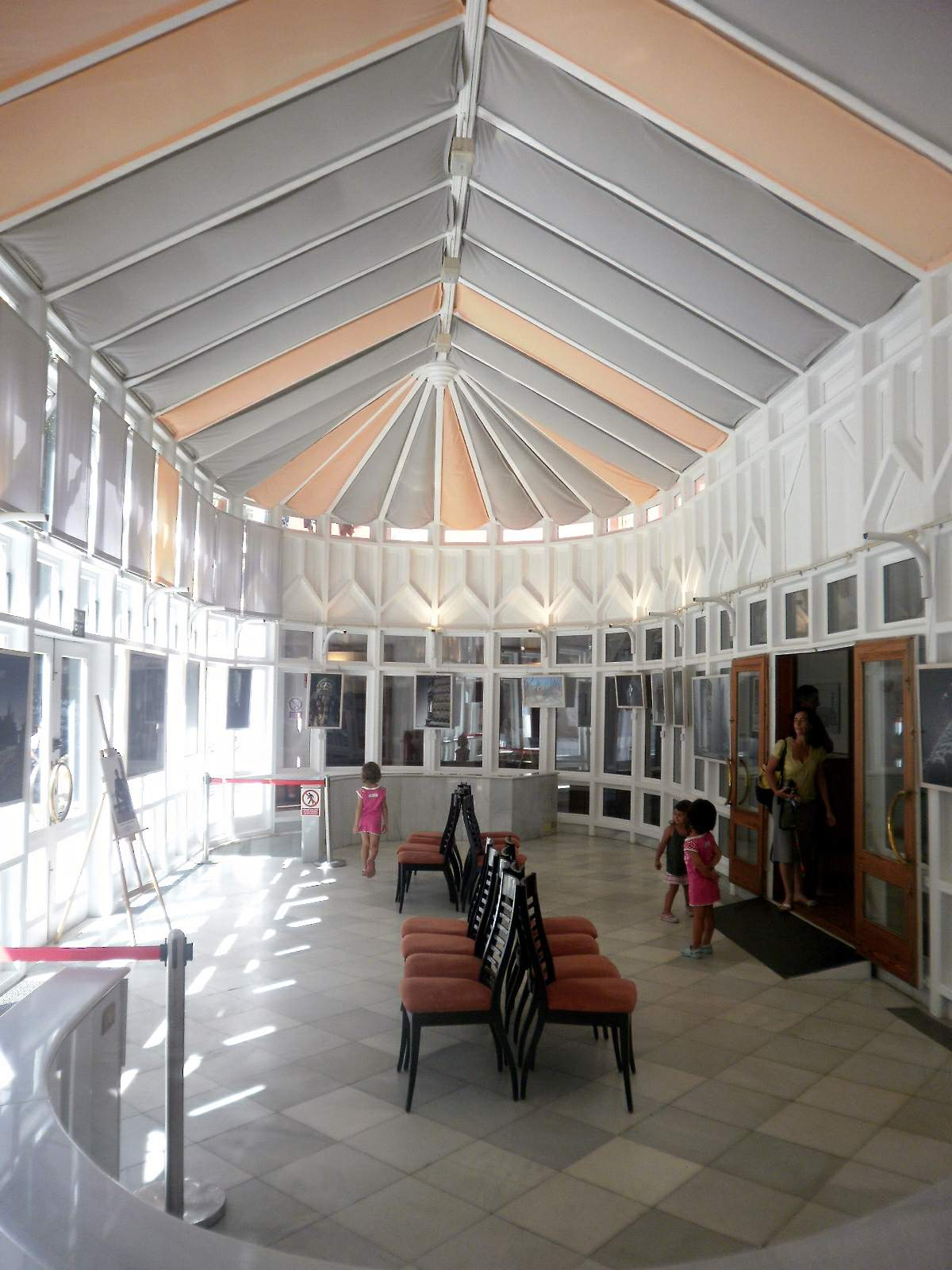
Hivernacle.

En la façana de llevant és el dormitori principal, que amb els seus 42 m² és l'estança més gran després de l'hivernacle, més gran fins i tot que el saló principal, la qual cosa posa en relleu la importància concedida pel propietari a la seva vida privada. A causa de la mida, en la reforma de 1914 va ser dividit en dues habitacions. És una estança lluminosa, amb finestrals que donen a llevant i migdia, així com una porta d'accés a la terrassa de 26 m² que se situa sobre el sostre de la cotxera. De l'estança destaca l'artesanat del sostre, el més elaborat de tota la casa, amb unes bigues transversals croades per una xarxa de biguetes en diagonal, amb remats decoratius de motius vegetals en les interseccions. Al costat del dormitori es troba la cambra de bany, de 14 m², amb terra de marbre, rajoles per a la zona de dutxa, sòcols de fusta i marbre i sostre d'artesonat de fusta. Les finestres tenen vitralls de colors amb motius vegetals i ornitològics, possiblement un model per les altres estances que finalment no es va realitzar.

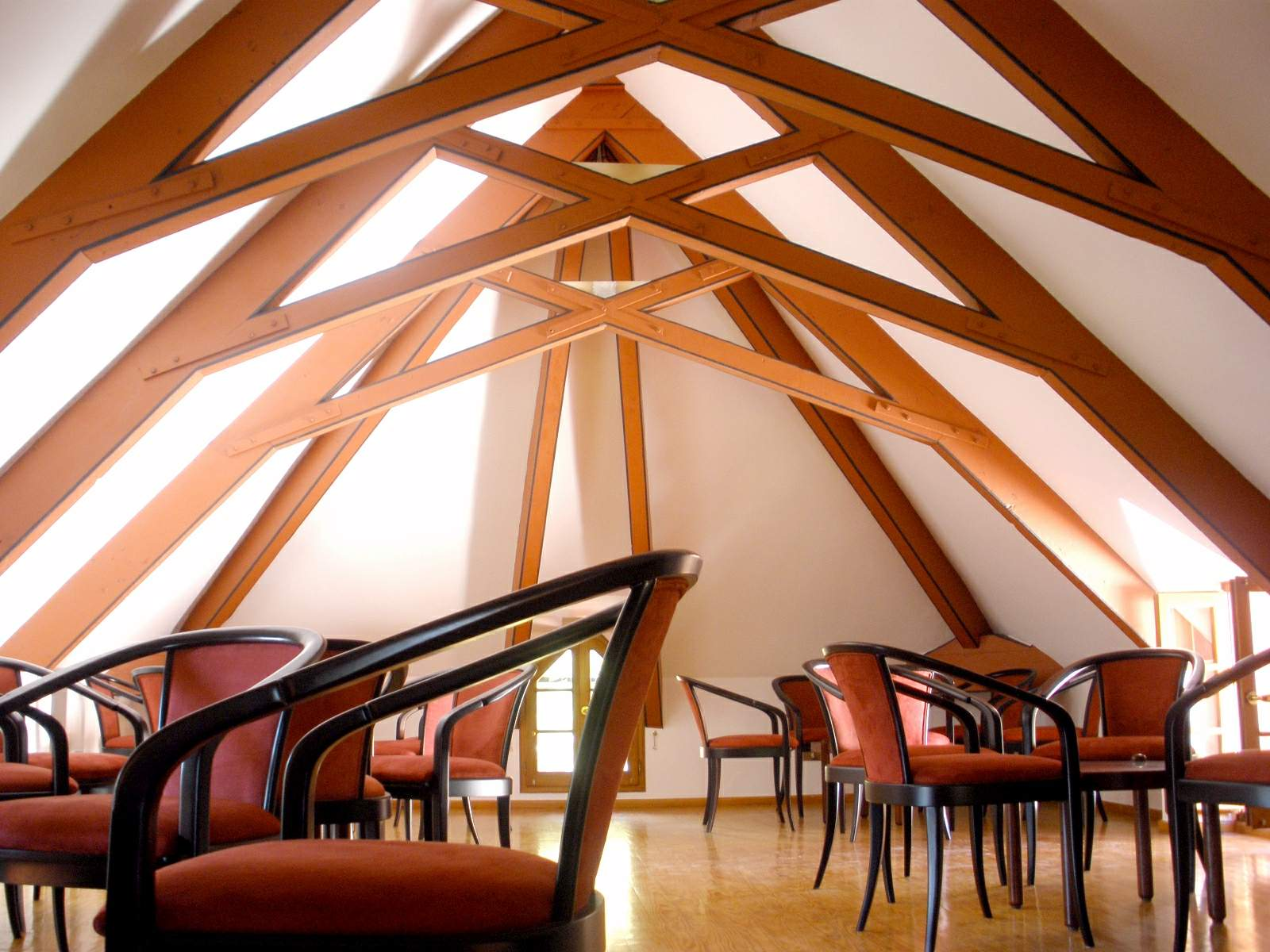
Detall de la golfa.

En la part sud de la casa, a l'interior de l'U que forma l'edifici, es troba l'hivernacle, construït sobre una edificació anterior que complia el mateix ús; destruït en la reforma de la casa efectuada el 1914, va ser reconstruït el 1988 basant-se en el disseny original. Aquesta estança responia a una de les aficions del propietari, la botànica, encara que a causa de la seva prematura mort no va arribar a complir el seu objectiu. Té 72 m² de superfície i 6 m d'alçada, i presenta planta d'estadi i coberta a dues aigües. Es va construir amb una estructura de fusta de color blanc i envidriada. Aquesta estança compleix la funció de regulador tèrmic de la casa, absorbint calor durant el dia i desprenent-ho a la resta de les estances a la nit. L'hivernacle genera al costat del mur interior de la casa el corredor que serveix de distribució de la planta noble.
En la planta superior es troba la golfa, dividida en dues pel saló principal, l'altura del qual arriba fins al sostre, amb accés per dues escales de caragol. Té una superfície total de 140 m², amb coberta de dues aigües amb una estructura de bigues de fusta amb diversos angles d'obertura, més tancats com més prop del centre de la crugia. La golfa també servia de regulador tèrmic, aïllant la planta noble de les temperatures exteriors. En aquest espai eren les habitacions del servei, i les dues ales estaven connectades per un corredor exterior, paral·lel a la coberta de l'hivernacle. Una de les habitacions compta amb una terrassa semicircular, que es correspon amb la galeria de la sala de jocs. També hi ha un accés a la terrassa inferior de la torre-minaret.
Cal ressaltar que nombroses solucions estructurals i ornamentals de la casa responen a l'afició del propietari per la música: així, les sanefes en l'exterior de la casa imiten un pentagrama; les baranes de la torre tenen forma de clau de sol i de semicorxera; en les finestres del saló principal es van fer servir contrapesos per al sistema de corredisses, que eren campanes tubulars amb diferents densitats i mides per obtenir notes musicals diferents quan s'obren i tanquen; finalment, a la cambra de bany hi ha dos vitralls amb dibuixos d'una abella tocant la guitarra i un ocell tocant el piano.

## Galeria

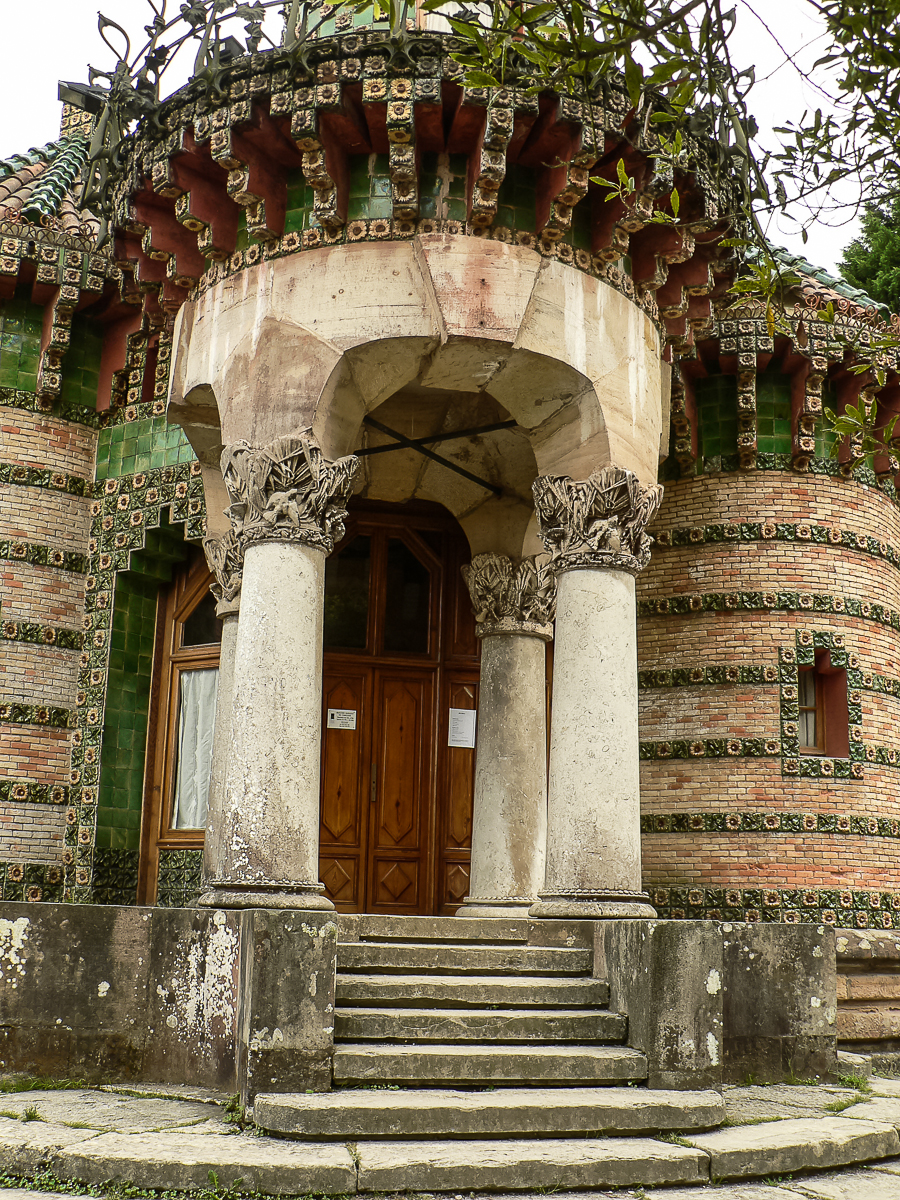
Pòrtic d'entrada
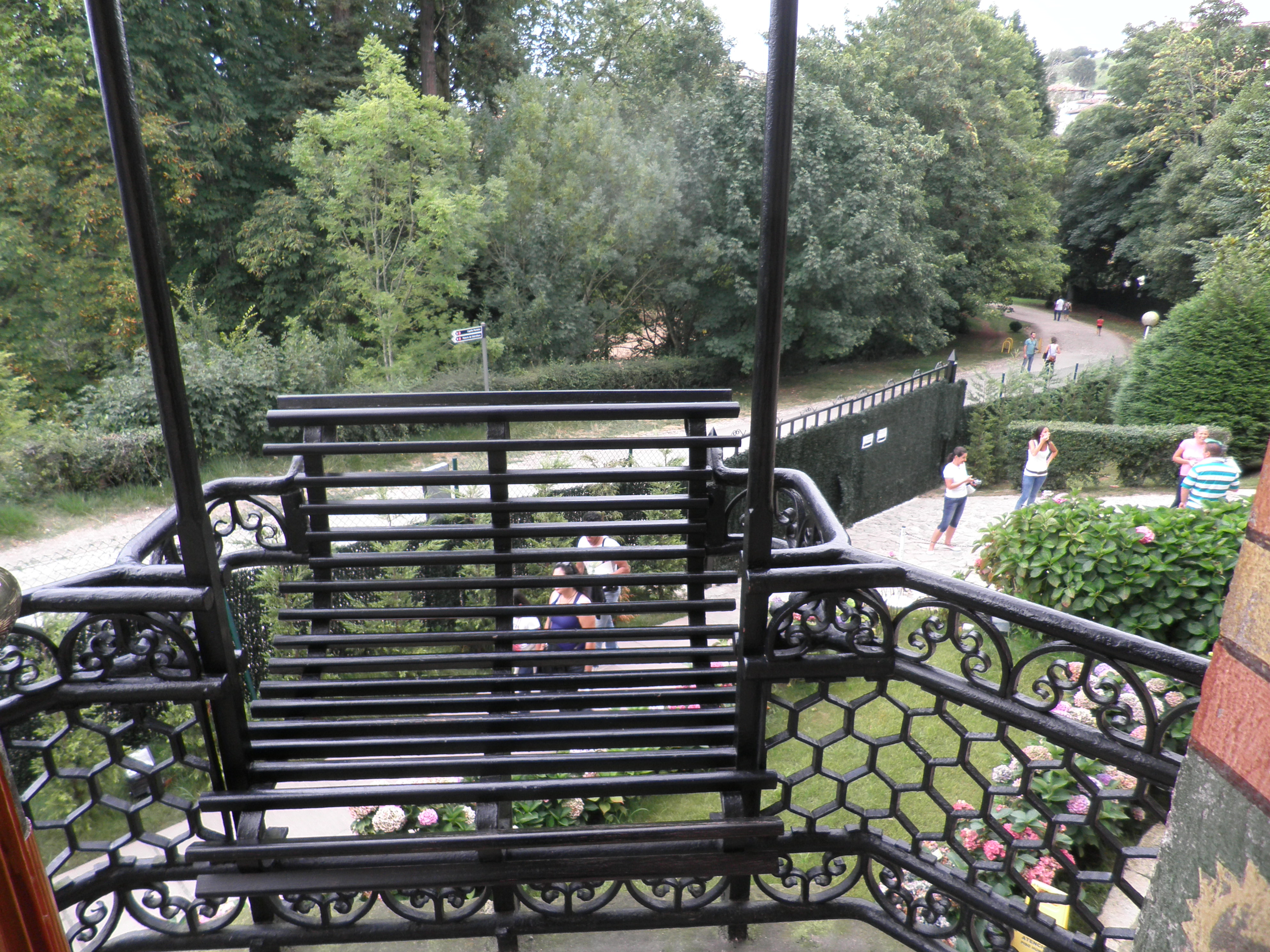
Detall d'una de les balconades de ferro forjat, dotades d'unes enginyoses banquetes tipus marquesina
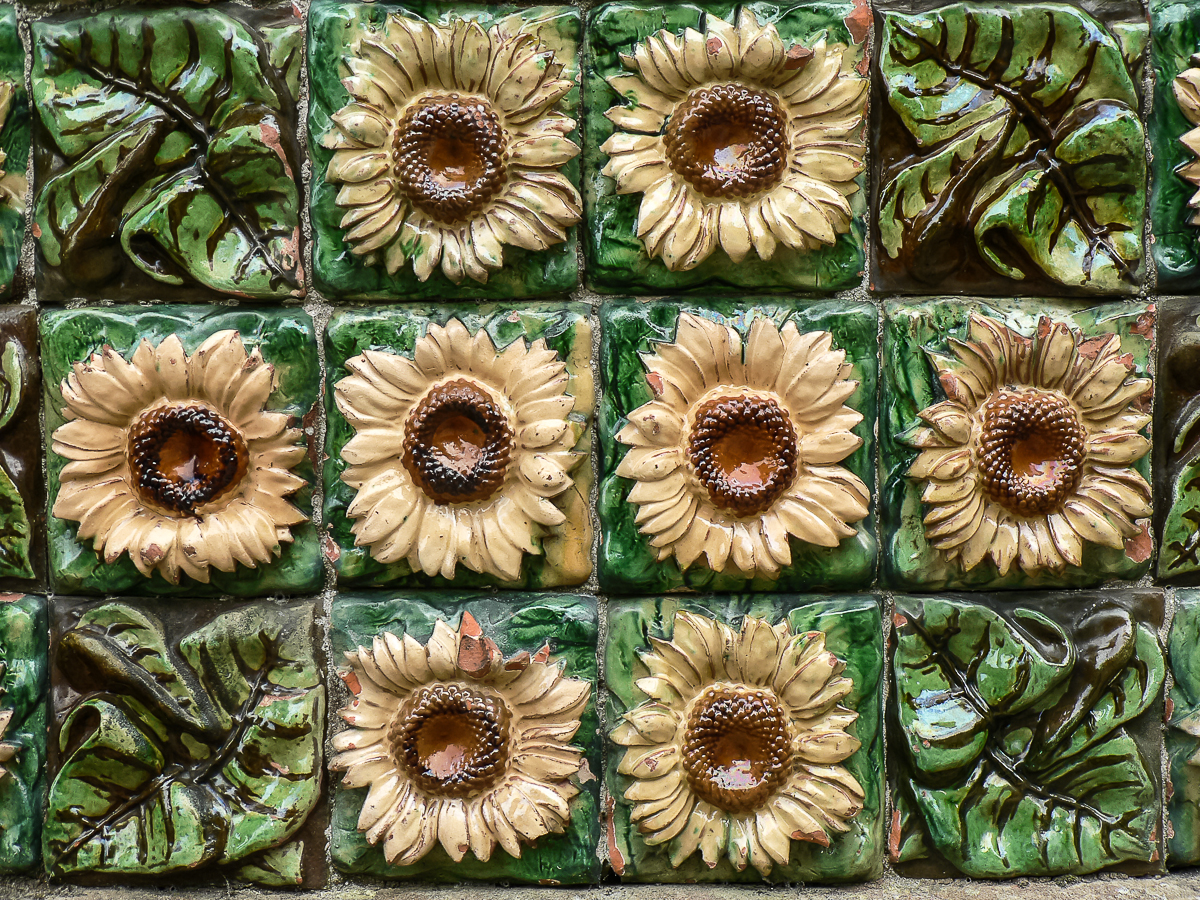
Motiu ornamental amb flors de gira-sol
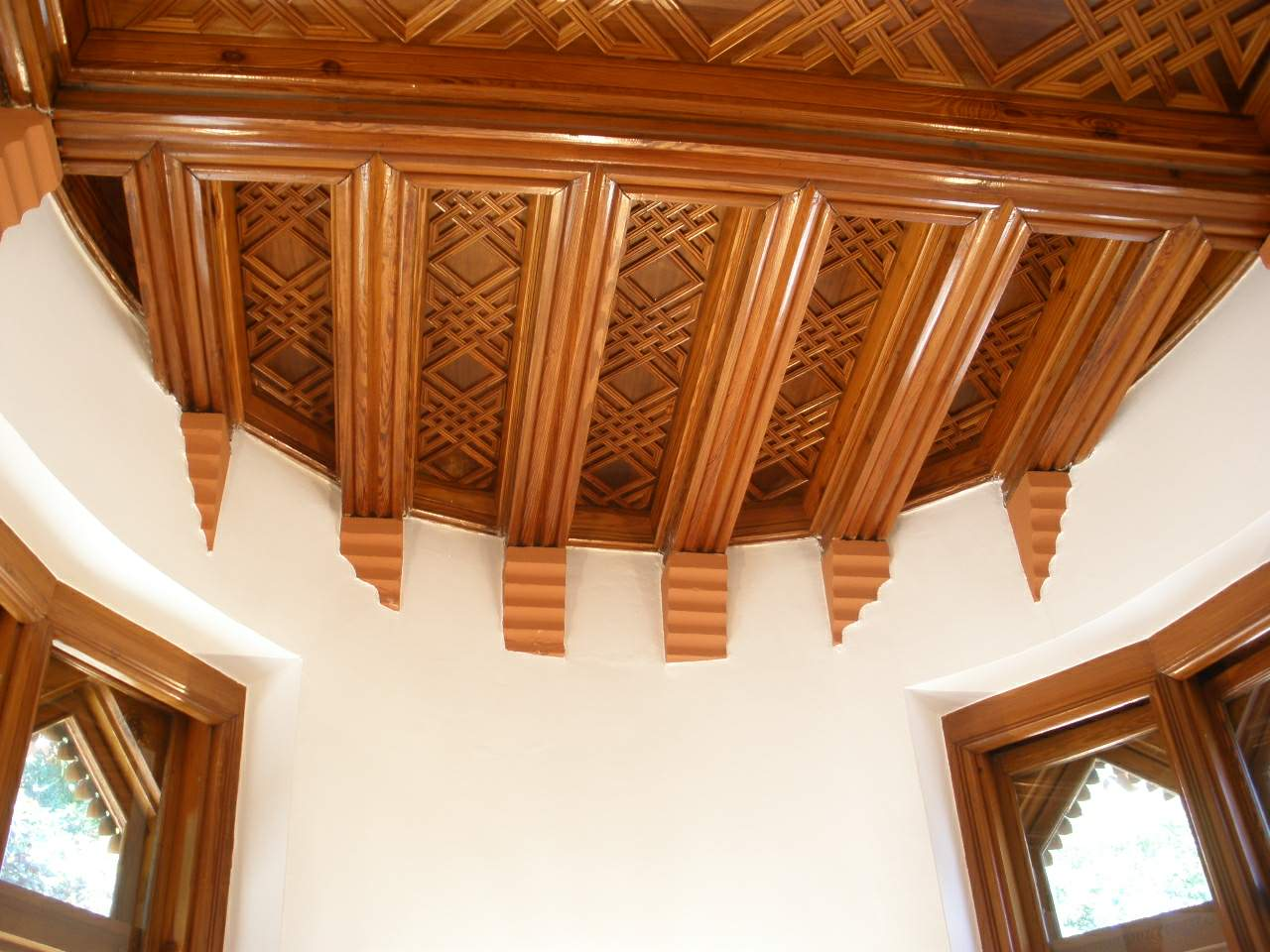
Artesonat del sostre
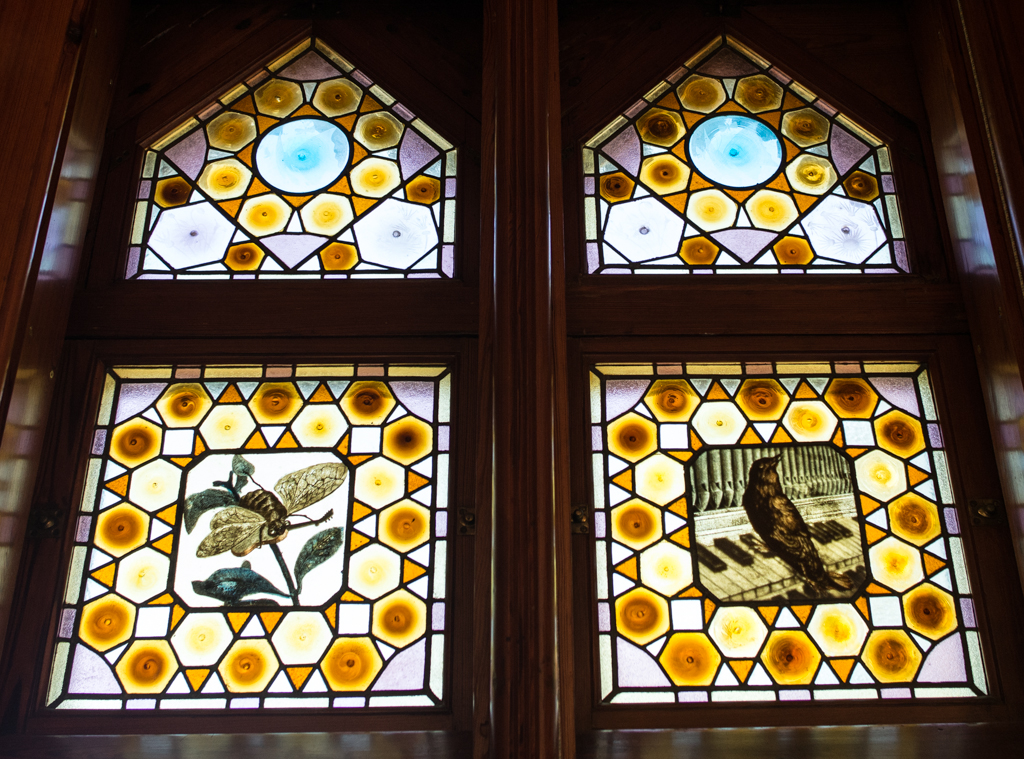
Vitralls de la cambra de bany
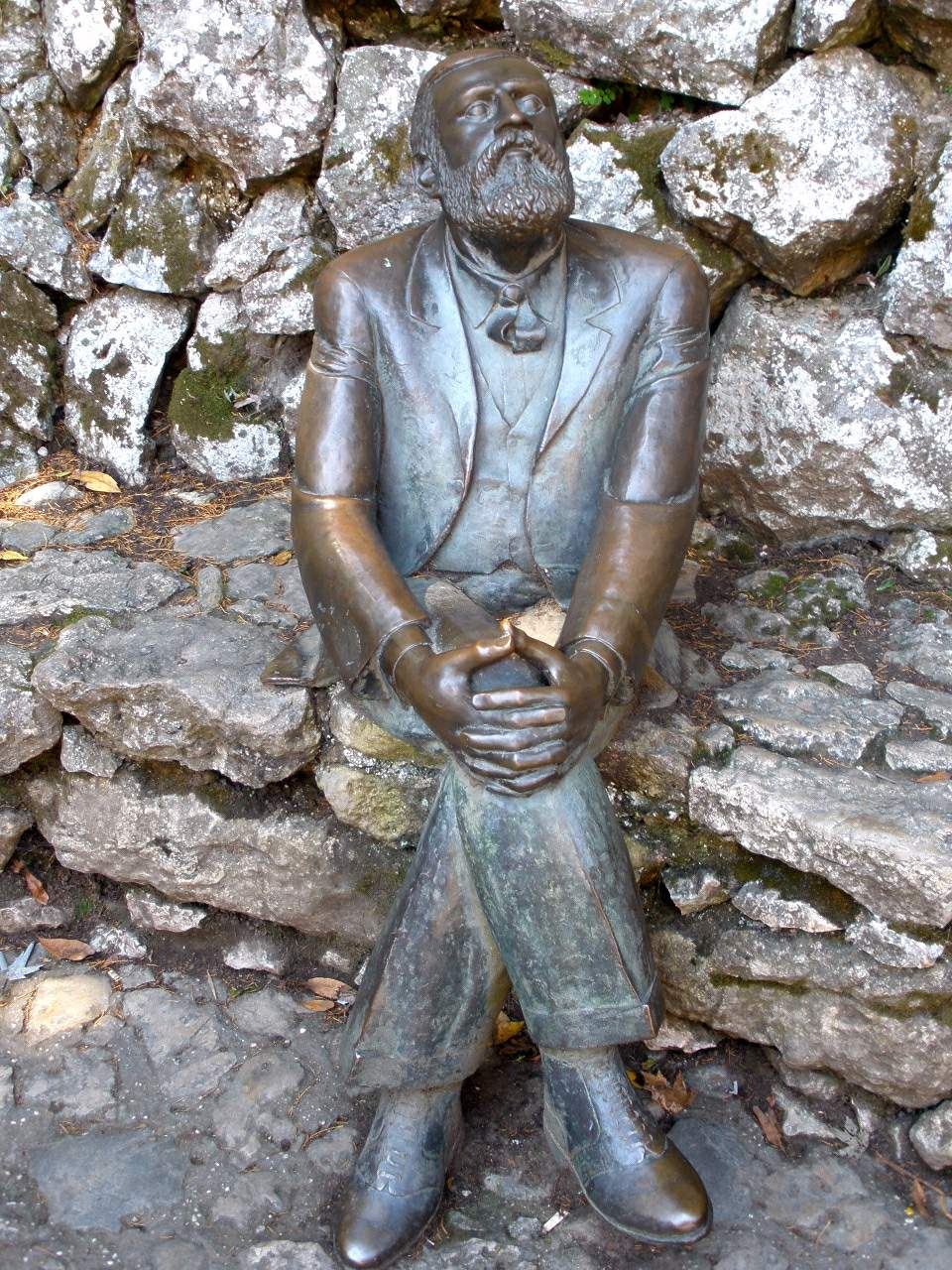
Estàtua de Gaudí